# Pietro Freschi
Pietro Freschi, né le 6 août 1906 à Plaisance (Italie) et mort le 16 octobre 1973 dans la même ville, est un rameur d'aviron italien.

## Palmarès

### Jeux olympiques
- Amsterdam 1928
  -  Médaille de bronze en quatre sans barreur[1].

### Championnats d'Europe
- Championnats d'Europe d'aviron 1929 à Bydgoszcz
  -  Médaille d'or en quatre sans barreur.